# Люціян Брихчий

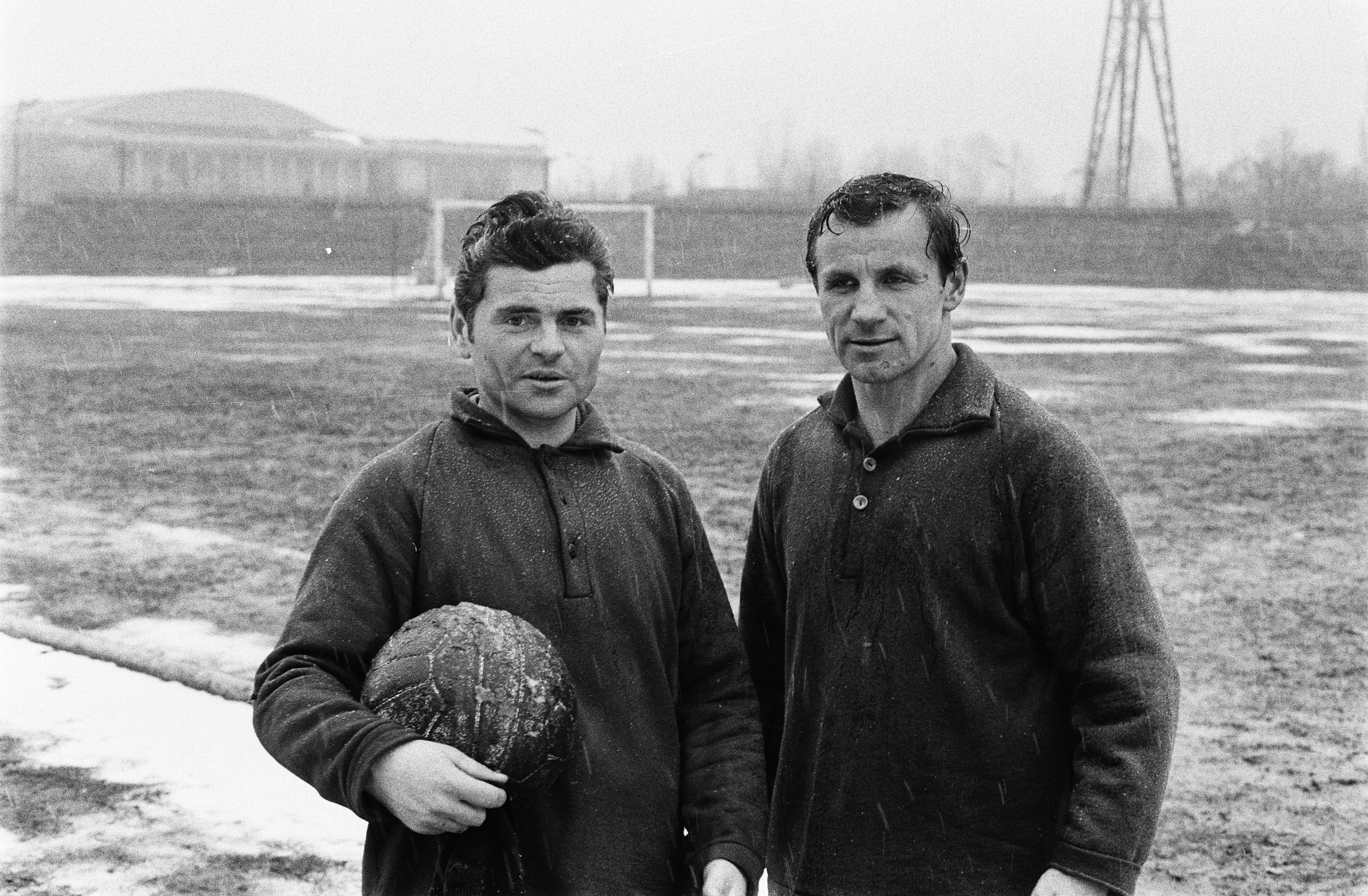
Люціян Брихчий і Едмунд Зентара (1970)

Люціян Брихчий (пол. Lucjan Brychczy; 13 червня 1934, Новий Битом, натепер частина Руди-Шльонської — 2 грудня 2024) — польський футболіст, що грав на позиції нападника та півзахисника. Після закінчення кар'єри футболіста — польський футбольний тренер. Полковник Війська Польського. Асистент головного тренера та почесний президент футбольного клубу «Легія» з Варшави. Багаторічний гравець «Легії», у складі якої став чотириразовим чемпіоном Польщі та чотириразовим володарем Кубка Польщі. Триразовий кращий бомбардир чемпіонату Польщі. Брихчий має другий результат за кількістю забитих м'ячів у вищому дивізіоні чемпіонату Польщі — 182 м'ячі. Тривалий час грав у складі збірної Польщі, був капітаном збірної. Виступав також у складі олімпійської збірної Польщі, брав участь у Олімпійських іграх 1960 року.

## Клубна кар'єра
Люціян Брихчий народився у Новому Битомі, який пізніше став районом іншого міста Руда-Шльонська. Розпочав виступи на футбольних полях у місцевому клубі «Погонь», а з 1948 року він виступав у глівіцьких клубах. Спочатку, від 1948 до 1953 року, Брихчий грав за нижчоліговий клуб «Сталь Лабенди», а в 1954 році він грав за найсильнішу команду міста «Сталь». У 1954 році футболіста призвали на військову службу, і він став гравцем варшавської «Легії», вірність якій він зберігав до кінця своєї кар'єри футболіста, присвятивши їй також кілька десятиліть свого життя як тренер. За час виступів у «Легії» Брихчий здобув разом із командою чотири титули чемпіона Польщі та чотири титули володаря Кубка Польщі. У єврокубках разом із командою він став півфіналістом Кубку чемпіонів 1969—1970 років. Брихчий тричі став кращим бомбардиром чемпіонату Польщі: у 1957 році, в 1964 році (разом із Юзефом Галечкою і Єжи Вілімом) та 1965 році. Брихчий є найкращим бомбардиром варшавського клубу за всю його історію, відзначившись 182 забитими м'ячами у 368 матчах чемпіонату країни, а всього він відзначився 227 забитими м'ячами у 452 офіційних матчах у складі «Легії». У клубі відомий також під прізвиськом «Кікі», яким його називав угорський тренер «Легії» середини 50-х років ХХ століття Янош Штайнер. Щоправда, за кілька років виступів у варшавському клубі, кістяк якого складали у 50-х роках ХХ століття уродженці Сілезії, Брихчому пропонували грати на історичній батьківщині за «Гурник» із Забже, куди вже перейшли на той час із «Легії» Ернест Поль і Едмунд Коваль, проте керівництво варшавського клубу за допомогою впливових можновладців заблокувало цей перехід, і футболіст залишився у «Легії». Завдяки цьому Брихчий став однією з легенд варшавського клубу, відігравши більш ніж 17 років у футболці варшавського клубу, зігравши останній матч у складі варшавської команди 12 березня 1972 року у віці 37 років і 161 день, а останній гол у складі команди забив 9 листопада 1971 року у віці 37 років і 88 днів. Люціан Брихчий, як один із лідерів «Легії» і збірної Польщі, неодноразово отримував запрошення від закордонних клубів, зокрема мадридського «Реалу» та італійського «Мілану», проте як діючий офіцер збройних сил Польщі він не міг перейти до закордонного клубу з капіталістичних країн.

## Виступи за збірну
Люціян Брихчий ще в серпні 1954 року дебютував у складі національної збірної Польщі у матчі зі збірною Болгарії, ще не зігравши жодного матчу в складі варшавської «Легії». У складі збірної зіграв 58 матчів, ще два матчі зіграв у складі олімпійської збірної Польщі у відбірковому турнірі до Олімпійських ігор 1960 року та на Олімпійських іграх. У складі збірної відзначився 18 забитими м'ячами. В 11 матчах збірної був капітаном команди. Проте Брихчий не зіграв на жодному великому футбольному турнірі, як чемпіонати світу чи Європи, за виключенням футбольного турніру літніх Олімпійських ігор у Римі, де польська збірна не зіміла пройти до другого кола змагань. Останній матч у складі збірної Брихчий іграв 27 серпня 1969 року зі збірною Норвегії. Йому не вистачило двох матчів, щоб увійти до Клубу видатних гравців польської збірної, проте в 2014 році спеціальним рішенням керівництва клубу включений до його складу у зв'язку із великими заслугами у розвитку польського футболу.

## Тренерська кар'єра
Після завершення кар'єри футболіста Люціян Брихчий залишився працювати в «Легії» тренером. Спочатку, в сезоні 1971—1972 років, він був асистентом головного тренера Тадеуша Хрусцинського, а в травні 1972 року Брихчого вперше призначили головним тренером клубу. Він керував діями футболістів до червня 1973 року, привівши команду до здобуття Кубка Польщі. Пізніше Люціян Брихчий керував діями варшавського клубу в 1979—1980, 1987, 1990 роках, а також був виконуючим обов'язки головного тренера в 1998 і 1999 роках. У 2004 році протягом місяця Брихчий став одним із трьох членів тренерської ради, разом із Яцеком Зелінським і Кшиштофом Гаварою, які керували діями команди після відставки Даріуша Кубицького, а після цього став одним із асистентів Зелінського. Тривалий час працював у тренерському штабі таких тренерів як Анджей Стрейлау, Єжи Енгель, Францішек Смуда, Драгомир Окука, Геннінг Берг, Мацей Скоржа, Ян Урбан, Станіслав Черчесов. У команді на тренуваннях основним завданням Брихчого є перевірка надійності гри воротарів «Легії», оскільки тривалий час керівництво команди не знайшло особи, яка володіла настільки потужним ударом по м'ячу. У 1983—1984 роках Брихчий був одним із тренерів олімпійської збірної Польщі, проте команді не вдалось пробитися на Олімпійські ігри 1984 року, а за деякий час невдачу футболістів підсолодило керівництво Олімпійського комітету Польщі, яке вирішило з солідарності із керівництвом СРСР бойкотувати Олімпійські ігри 1984 року, так що польські спортсмени взагалі не взяли участі в Олімпіаді в Лос-Анджелесі.

## Державні нагороди
За визначні досягнення у футбольній кар'єрі Люціян Брихчий у грудні 2000 року нагороджений Офіцерським хрестом Ордену Відродження Польщі.

## Титули і досягнення

### Командні
- Чемпіон Польщі (4):

«Легія» (Варшава): 1955, 1956, 1968-69, 1969-70
- Володар Кубка Польщі (4):

«Легія» (Варшава): 1954-55, 1955-56, 1963-64, 1965-66

### Особисті
- Найкращий бомбардир чемпіонату Польщі (3): 1957, 1963–1964 (разом із Юзефом Галечкою і Єжи Вілімом), 1964–1965.